# Provincia de Daşoguz
La provincia de Daşoguz (en turcomano: Daşoguz welaýaty; en ruso: Дашогузский велаят)(anteriormente Daşhobuz/Дашховуз) es una de las provincias (welayatlar) de Turkmenistán. Está en el norte del país, en la frontera con Uzbekistán. El área de la provincia es 74 000 kilómetros cuadrados, y la población total (estimación de 1995) es 1 059 800. La capital es Daşoguz.
La provincia es principalmente desértica, y está experimentando un grave deterioro del medio ambiente como consecuencia de la catástrofe ecológica del mar de Aral. El aumento de la salinidad del suelo ha arruinado a miles de kilómetros cuadrados de tierras de cultivo.

## Geografía
La provincia de Daşoguz se encuentra en la depresión del Turán. Gran parte de la provincia forma parte del desierto de Karakum. La franja noreste de la provincia, junto a la frontera con Uzbekistán, se encuentra en la cuenca del río Amu Daria, y es allí donde se ubican las principales ciudades y gran parte de la población. Al este existen dos lagos: el Sariqamish y el Karakum, que presentan grandes oscilaciones en el nivel del agua debido a la desertización del territorio. Entre ambos lagos se encuentra la reserva natural de Gaplaňgyr.
En esta provincia se encuentran las ruinas de la antigua ciudad de Kunya-Urgench, Patrimonio de la Humanidad desde 2005.

## Subdivisiones
La provincia está dividida en 8 distritos y 2 ciudades:
- Ciudades:
  - Daşoguz (anteriormente Daşhowuz), capital de la provincia.
  - Köneürgenç (anteriormente Kunya-Urgench)
- Distritos:
  - Akdepe
  - Boldumsaz
  - Görogly (anteriormente Tagta)
  - Gubadag
  - Gurbansoltan (anteriormente Ýylanly)
  - Köneürgenç
  - Saparmyrat Nyýazow (anteriormente Daşoguz/Daşhowuz)
  - Saparmyrat Türkmenbaşy

- Datos: Q487393
- Multimedia: Daşoguz Province / Q487393